# Voice Call Continuity
Voice Call Continuity(VCC)は、3G（第3世代携帯電話）とIPネットワークの間で音声通話をシームレスにハンドオーバーする技術である。
VCC を用いることにより、屋外では携帯電話網を利用し、屋内では無線LANを利用した通話が可能となり、移動中も音声が途切れることなく自動的にハンドオーバーが可能となる。

## 技術
VCC は 3GPP で策定された技術であり、Fixed Mobile Convergence(FMC) を実現する技術の１つと捉えられる。
3G携帯電話の音声通話は回線交換であるが、IPネットワークでの音声通話はパケット交換をもちいたVoIPであるため、音声通話をハンドオーバーするには特別な仕組みが必要となる。
VCC ではこれを実現するために、回線交換呼をメディアゲートウェイを用いてSIP呼に変換し、IMS(IP Multimedia Subsystem)網に引き込む。IMS網内に VCC Application Server(VCC AS)
と呼ばれる装置を置き、この装置がSIP呼のハンドオーバーを処理することで、3G/IPネットワーク間のハンドオーバーを実現する。

### I-WLAN
VCC のサービスを受けるためには、VCCに対応した端末が必要である。VCC端末は、3G網無線アクセスの他に無線LANなどのIPアクセス機能を備えた、いわゆるデュアルモード端末である必要がある。
無線LANを使ってIMSにアクセスするための技術として、3GPPにより標準化された I-WLAN (Interworking WLAN) 技術がある。I-WLAN では、
端末はIMS網のエッジに配置された PDG (Packet Data Gateway) と呼ばれる装置に対して IPsecトンネルを張り、このトンネルを通してIMSにアクセスできる。

## 主なサービス

### 日本の状況
日本国内では、現時点ではまだ VCC に対応したサービスは実施されていない。